# Schiedea hookeri
Schiedea hookeri är en nejlikväxtart som beskrevs av Asa Gray. Schiedea hookeri ingår i släktet Schiedea och familjen nejlikväxter. Inga underarter finns listade i Catalogue of Life.

## Bildgalleri

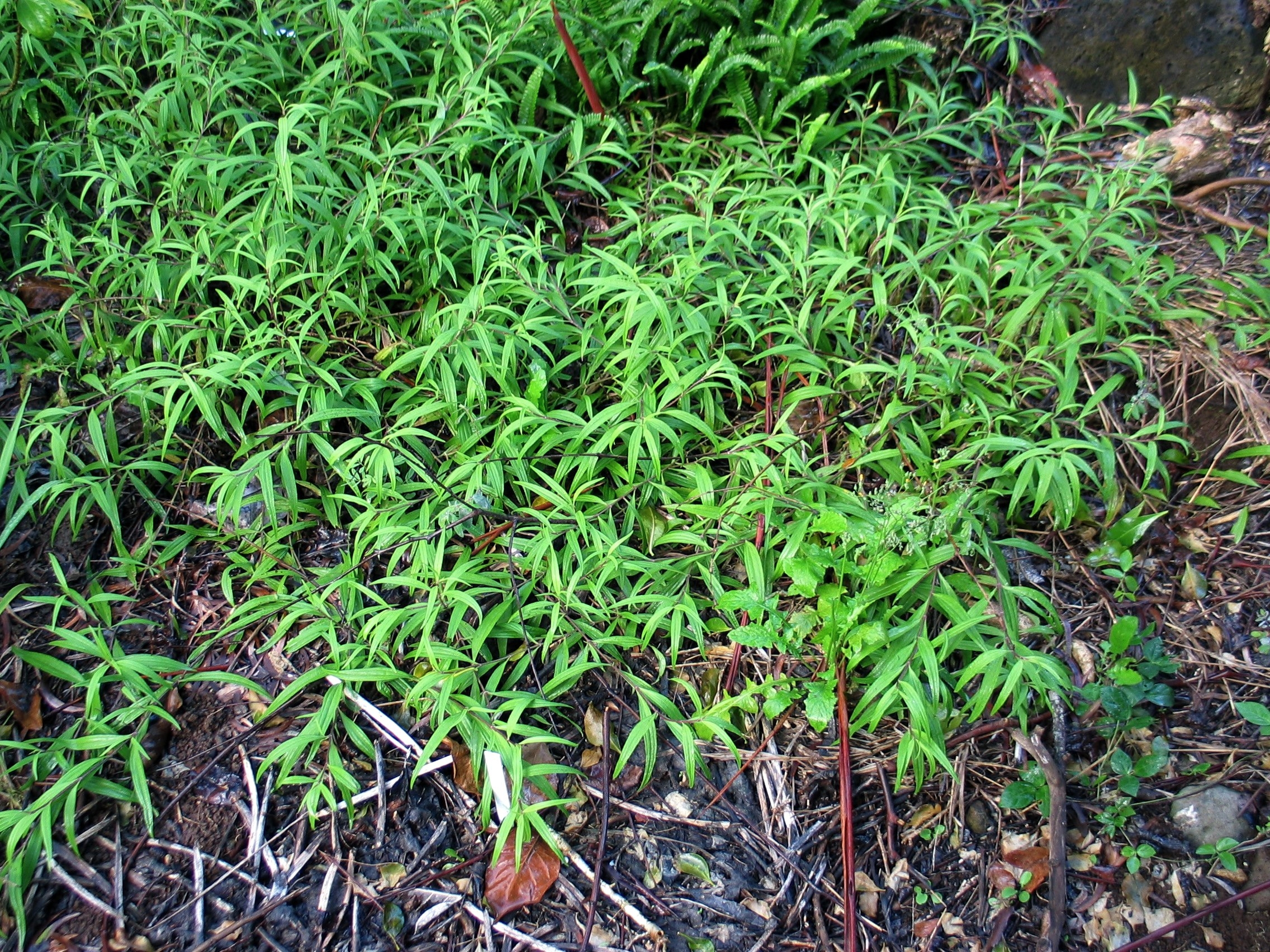